# PRR-Klasse FF1
Die PRR FF1 war eine Elektrolokomotive der US-amerikanischen Eisenbahngesellschaft Pennsylvania Railroad. Sie nahm im Vergleich zu den Elektrolokomotiven anderer Bahnen ihrer Epoche wegen ihrer Experimentalausführung, ihrer Baugröße, der hohen elektrischen Nennleistung, der enormen Zugkraft und den Eigenheiten des Fahrwerk-Antriebs eine Sonderstellung ein.

## Bauliche Merkmale und Einsatzgebiet
Die FF1 wurde 1917 als Versuchskokomotive für die geplante Elektrifizierung und den Güterzugbetrieb auf der Bahnstrecke über die Allegheny Mountains zwischen Altoona (Pennsylvania) und dem 60 Kilometer entfernten Johnstown (Pennsylvania) mit Steigungen zwischen zehn und zwanzig Promille beschafft. Mit ihren Leistungswerten war sie die zu ihrer Zeit stärkste Elektrolokomotive.

### Fahrwerksanordnung

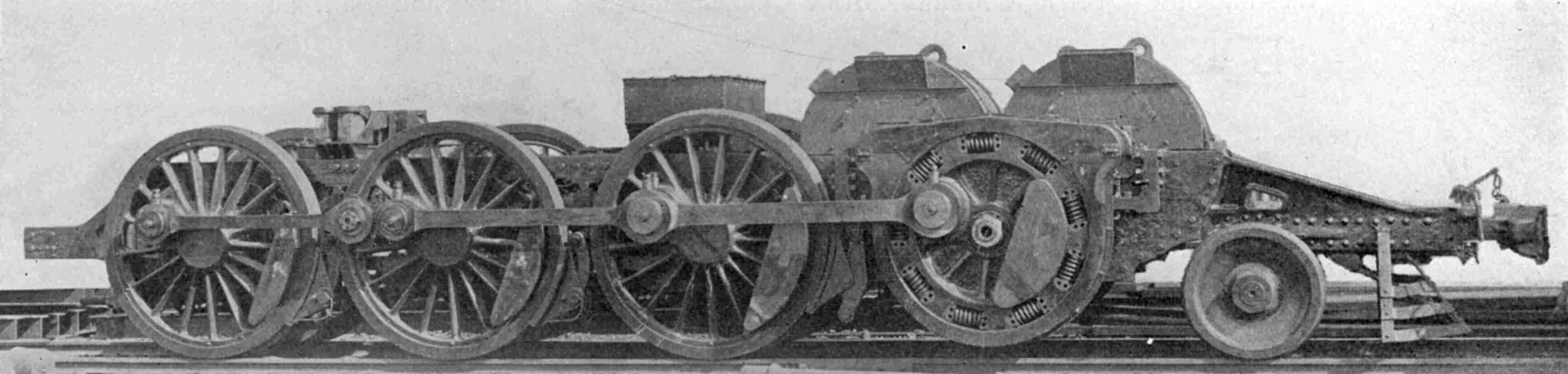
Drehgestell, rechts zwischen Lauf- und Treibachse befinden sich die Fahrmotoren mit der gemeinsamen Blindwelle, an der Blindwellenscheibe sind die Dämpfungsfedern sichtbar

Die Maschine hatte zwei kurzgekuppelte Drehgestelle mit jeweils drei gekuppelten, von einer Blindwelle angetriebenen Radsätzen und einer Laufachse in einem gemeinsamen Rahmen. Auf den Drehgestellen lag ein über die gesamte Länge reichender Lokomotivkasten mit der elektrischen Ausrüstung auf, wobei dessen Bauweise mit geringen Änderungen von den PRR-Reisezugwagen abgeleitet wurde. Die Drehgestelle trugen die Zug- und Stoßvorrichtung, der Brückenrahmen übertrug keine Zugkräfte.
Mit Bezug darauf, dass sich unter einem gemeinsamen Hauptrahmen zwei Drehgestelle befanden, konnte der Lok die Achsfolge (1’C)(C1’) zugesprochen werden.
Aus US-amerikanischer Sicht war jedoch relevanter, dass die Drehgestelle nicht jeweils für sich unabhängig drehbar im Hauptrahmen gelagert, sondern mit einer gemeinsamen mittigen Gelenkkupplung verbunden waren, an der sich die Relativbewegung der beiden Laufwerke orientierte. Mit dieser Sichtweise ergab sich die Einordnung nach der US-amerikanischen AAR-Klassifikation in die Achsfolge 1-C+C-1, die nach der UIC-Terminologie jedoch eine Doppellokomotive signalisieren würde.

### Achsantrieb
Jedes Drehgestell enthielt zwei Fahrmotoren. Sie trieben eine gemeinsame Blindwelle an, die zwischen der Lauf- und der benachbarten Treibachse gelagert war. Die Drehbewegung wurde elastisch mit einer Art Federtopfantrieb, also mit Dämpfung durch mehrere Schraubenfedern auf die Blindwellenscheiben übertragen. Die Zugkraft wurde von der Blindwelle über die Treibstangen auf die benachbarte Treibachse und über die Kuppelstangen weiter auf die Kuppelachsen übertragen.

### Elektrischer Motorbetrieb
Die Fahrmotoren waren als Drehstrommotoren ausgeführt, der nötige Dreiphasenwechselstrom wurde durch einen rotierenden Umformer im Maschinenraum erzeugt. Die PRR verwendete eine Bahnstrom-Versorgung mit Einphasenwechselstrom von 11 000 Volt und 25 Hz.
Die Motoren waren für eine Leistung von insgesamt 5618 Kilowatt (7640 hp) ausgelegt, jedoch konnte der Umformer nur eine Dauerleistung von 2940 kW (4000 hp) und eine Stundenleistung von 3380 kW (4600 hp) bereitstellen.
Alle elektrischen Leistungsgeräte (Umformer, Fahrmotoren, Elektrolyt-Widerstände (siehe unten) und deren Flüssigkeitspumpen) wurden über eigene Lüftermotoren fremdbelüftet.

### Elektrische Steuerung
Durch Umschaltung der Motorgruppen waren zwei Dauergeschwindigkeitsstufen mit 16,5 km/h (10,3 m.p.h.) und 33 km/h (20,6 m.p.h.) wählbar. Dies wurde für ausreichend erachtet, um die schweren Güterzüge über die vorgesehenen Steilstrecken der Bahngesellschaft zu befördern.
Neben der Dauergeschwindigkeitsumschaltung konnte eine Steuerung der Anfahrgeschwindigkeit über Elektrolytwiderstände für hohe elektrische Ströme vorgenommen werden. Diese bestanden aus einem Behälter mit leitendem Wasser, dessen regelbarer Flüssigkeitsstand zur Aussteuerung der Motorleistung und Beibehaltung der Zugkraft während der Umschaltphasen diente.

## Betrieb

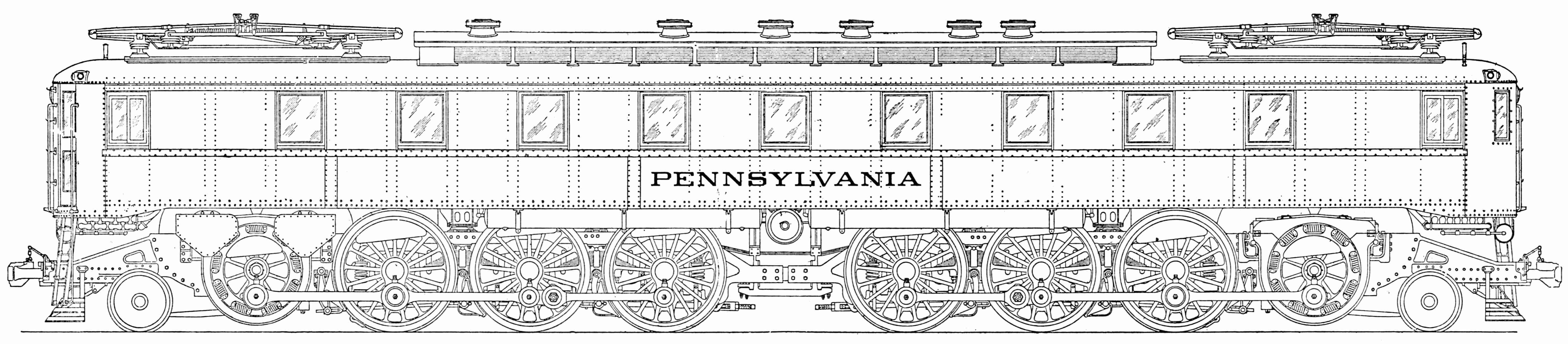
FF1, Zeichnung der Seitenansicht

Im Testbetrieb auf der bereits elektrifizierten Strecke zwischen Philadelphia und Paoli (Pennsylvania) zeigte sich die „Big Liz“ genannte Maschine zwar als betriebsfähig, jedoch mit ihrer Stundenleistung von 3680 kW und der Anfahrzugkraft von 620 kN für die damalige Zeit weit stärker, als es der Wagenbestand der Gesellschaft zuließ. Der Einsatz als Zuglokomotive führte zu Brüchen an den Kuppelköpfen und die hohen Druckkräfte beim Nachschieben zu Entgleisungen.
Vergleichsweise erbrachte die 25 Jahre später gebaute legendäre Dampflok „Big Boy“ gerade einmal 602 kN Zugkraft und die im Jahre 2000 gebaute moderne elektrische Güterzuglokomotive DSB EG bei einer Dauerleistung von 6500 kW „nur“ eine Anfahrzugkraft von 400 kN, wobei letzteres allerdings durch eine geringere Masse bedingt war. Eine ähnliche Erfahrung mit einer zu hohen Zugkraft wurde auch in der Schweiz um 1933 mit der Doppellokomotive Ae 8/14 – 11852 gemacht, bei deren maximaler Zugkraftaussteuerung von 588 kN die Zugvorrichtungen der Wagen rissen.
»Big Liz« wurde nach dem Versuchsbetrieb abgestellt und 1940 verschrottet.